# Иецава

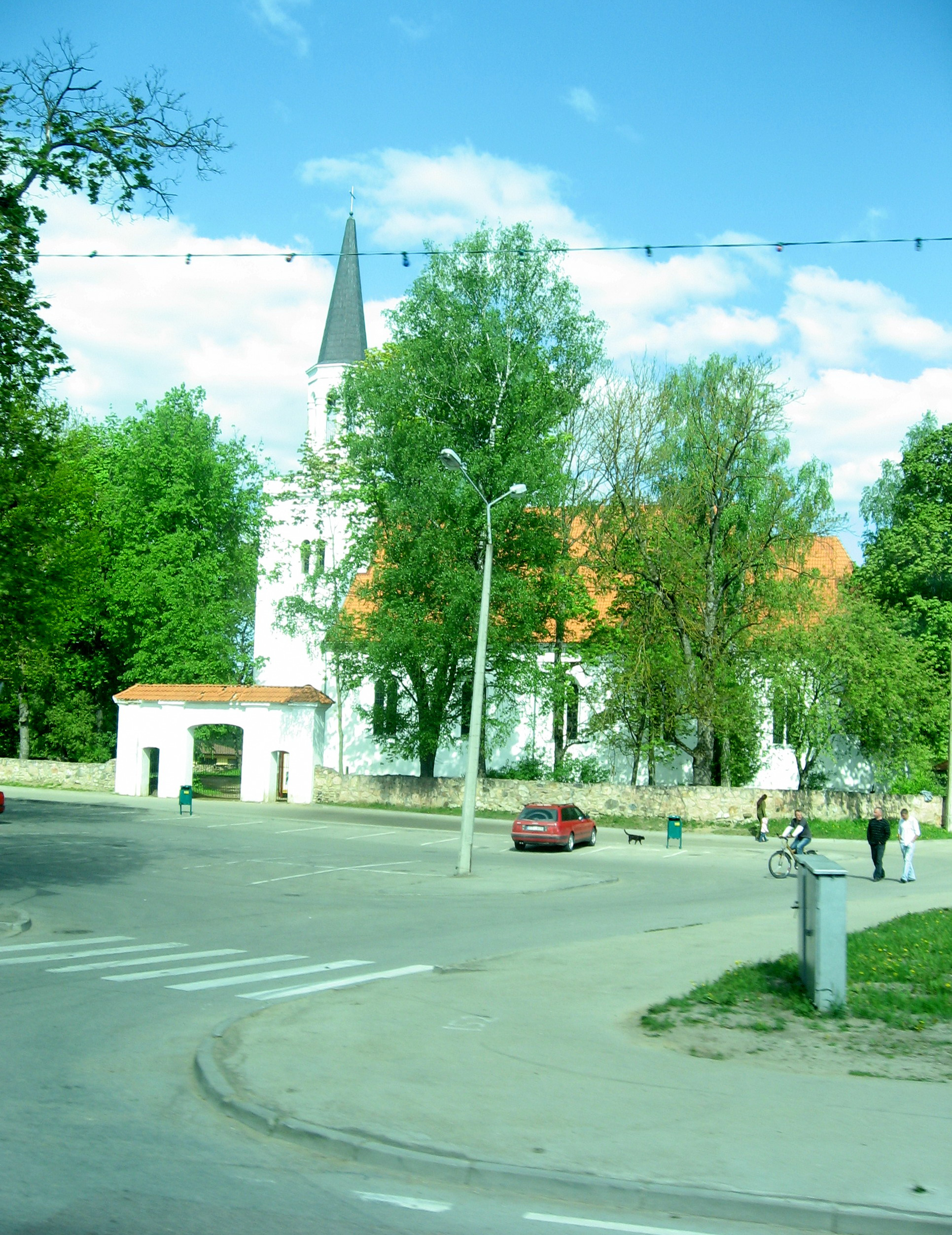
Лютеранская церковь

Старинная архитектура

Ие́цава (латыш. Iecava; до 1918 — Гросс-Эккау) — город в южной части Латвии в составе Бауского края.
Находится на одноимённой реке в 22 км от Бауски, в 30 км от Елгавы и в 44 км от Риги.

## История
Во время похода Наполеона 1812 года здесь в имении графа Палена Гросс-Эккау (нем. Groß Eckau) произошла битва при Экау, вошедшая в историю Отечественной войны 1812 года.
До Первой мировой войны село носило название Гросс-Эккау и входило в состав Бауского уезда Курляндской губернии. К югу от села находятся развалины замка Эккау (нем. Schloß Eckau).
В 1909 году «Спутник по Московско-Виндавской железной дороге» писал об Иецаве:
«Верстах в 5 от станции находится имение Гросс-Эккау, в количестве 21678 десятин, принадлежит графу Леониду Фёдоровичу Палену. В имении находится винокуренный завод, с производством пользующихся известностью наливок и ведётся обширное лесное хозяйство».
С 1958 по 2021 год Иецава имела статус посёлка городского типа (хотя по количеству жителей превосходила добрую половину городов). Уникальность такого положения Иецавы была ещё и в том, что она ярко доминировала в своём сельском окружении (ближайшие города: Бауска в 20 км, Елгава, Олайне и Саласпилс — в 25 км, Рига в 30 км; крупный посёлок Кекава — в 25 км).
1 июля 2021 года Иецаве присвоен статус города.
В 1972 году основана птицефабрика, специализирующаяся на производстве куриных яиц (с 1994 года — АО «Balticovo»). Фабрика и поныне является основным предприятием посёлка. Поголовье кур — около 1,5 млн голов.

## Транспорт

### Железнодорожный транспорт
Станция Иецава на линии Елгава — Крустпилс.

### Автодороги
С севера на юг Иецаву пересекает автострада A7 Рига — Бауска, являющаяся частью международной автомагистрали E 67 Via Baltica. Также в Иецаве берёт начало региональная трасса P92 Иецава — Стелпе.